# Fabio Maj
Fabio Maj, född 16 juni 1970, är en italiensk före detta längdskidåkare, som tävlade mellan åren 1992 och 2004.
Maj tog fyra mästerskapsmedaljer, alla i stafett. Han vann totalt två världscuptävlingar under sin aktiva karriär. På 130 starter tog han 4 pallplatser.